# 英良贝贝

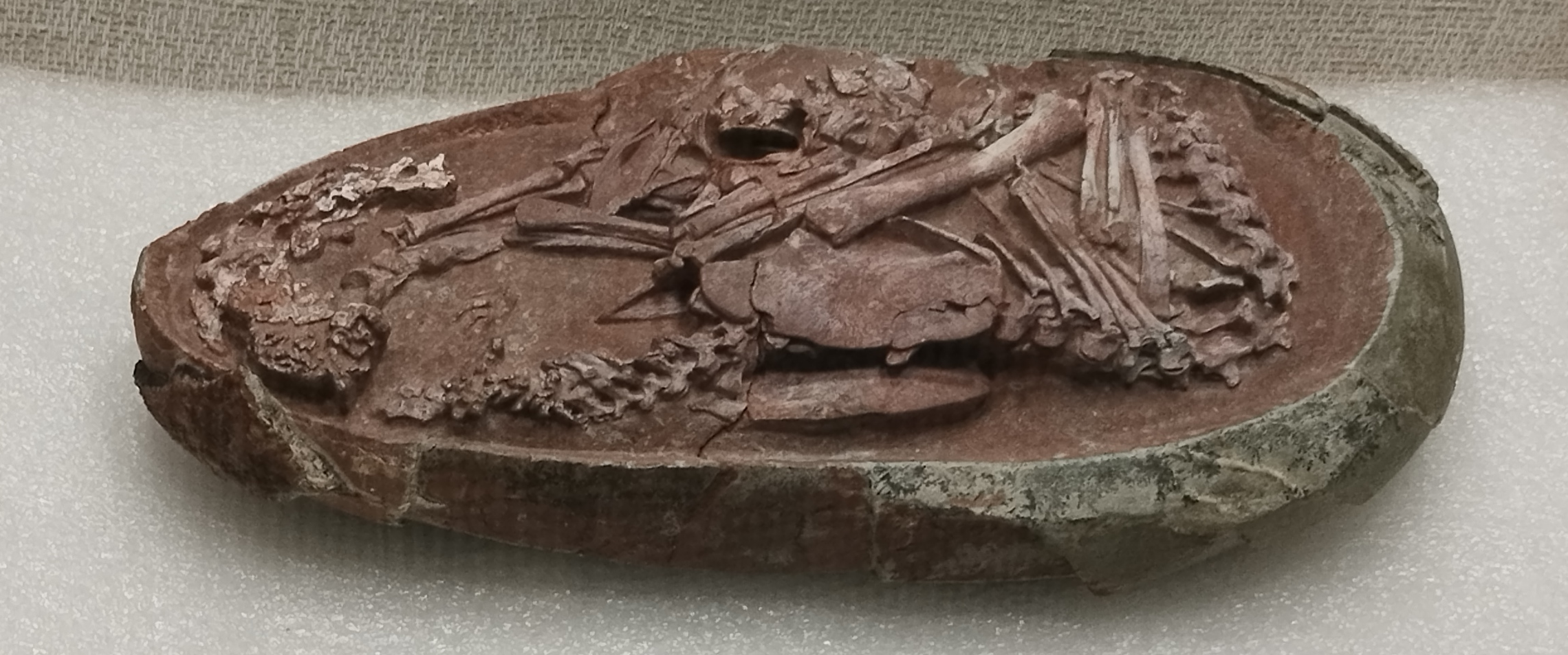
英良贝贝胚胎化石

英良贝贝是中国福建省英良石材自然历史博物馆收藏的一枚恐龙胚胎化石。这件化石是在江西赣州的晚白垩纪地层中发现的，年代为7200万年至6600万年前，被确定为窃蛋龙类，其研究成果2021年发表在《iScience》杂志上。
化石中的胚胎个体总长度约为27厘米，蜷曲在一个长17厘米的长形蛋化石中。其头部位于身体下方，脚在两侧，身体背部沿着蛋的钝端蜷缩着，姿势与现代鸟类胚胎类似。

## 引用
1. ↑  . fjnews.fjsen.com.   [2025-06-19].
2. ↑  . jx.ifeng.com.   [2025-06-19].